# Глебов, Игорь Алексеевич
И́горь Алексе́евич Гле́бов (21 января 1914, Санкт-Петербург — 11 января 2002, Санкт-Петербург) — советский и российский учёный в области машиностроения, доктор технических наук, профессор, директор НИИ электромашиностроения.
Академик Академии наук СССР (1976; с 1991 — академик Российской академии наук; член-корреспондент Академии наук СССР с 1974), Герой Социалистического Труда (1981), лауреат Государственных премий СССР и Российской Федерации. Заслуженный деятель науки и техники Российской Федерации (1994). Ветеран Великой Отечественной войны.

## Биография
В 1938 году окончил Ленинградский индустриальный институт по специальности «электрические станции». Работал в Кольской энергосистеме инженером по автоматизации.
В 1946—1951 годах — ассистент в Ленинградском институте авиаприборостроения. В 1951—1961 годах — заведующий кафедрой энергетики Ленинградского технологического института пищевой промышленности.
С 1961 года — во ВНИИ электромашиностроения, в 1973 году стал директором этого института.
Был почётным президентом Санкт-Петербургской инженерной академии, советником Президиума Российской академии наук, президентом Санкт-Петербургского союза научных и инженерных обществ, членом совета старейшин Российской инженерной академии.
Дважды (в 1979 и 1984) избирался депутатом Совета Союза Верховного Совета СССР от Ленинграда, был председателем постоянной комиссии по науке и технике Совета Союза Верховного Совета СССР.
Автор фундаментальных работ и изобретений в области электрофизики, электроэнергетики и электротехники, сверхпроводящих электрических машин, электротехнического оборудования установок термоядерного синтеза.

## Награды и звания
- Государственная премия СССР (1968)
- Премия имени Павла Яблочкова АН СССР (1975)
- Герой Социалистического Труда (1981)
- Премия имени Карпинского (ФРГ, 1987)
- Государственная премия Украинской ССР (1990)
- Государственная премия Российской Федерации 2001 года в области науки и техники
- Заслуженный деятель науки и техники России

Был награждён:
- орденом «За заслуги перед Отечеством» IV степени (1999)
- орденом Ленина,
- орденом Красного Знамени,
- орденом Александра Невского,
- двумя орденами Отечественной войны I степени,
- орденом Красной Звезды,
- орденом Октябрьской Революции,
- орденом Трудового Красного Знамени,
- орденом Дружбы Народов,
- медалями.

## Смерть

Могила И. А. Глебова на Никольском кладбище в Санкт-Петербурге

4 января 2002 года, когда Игорь Глебов, получив пенсию, возвращался домой, на него напали трое неизвестных. Они избили учёного и отобрали у него все деньги. Через некоторое время Глебова обнаружили случайные прохожие. Его срочно перевезли в НИИ нейрохирургии, однако черепно-мозговые травмы оказались несовместимы с жизнью. Через неделю после нападения Игорь Глебов скончался, не дожив десяти дней до своего 88-летия.
Академик И. А. Глебов был похоронен 16 января 2002 года на Никольском кладбище города Санкт-Петербурга.